# Paul Rudd
Paul Stephen Rudd (Passaic, New Jersey, 1969. április 6. –) amerikai színész, forgatókönyvíró, filmproducer és humorista.
Kezdeti filmes munkái közé tartozik a Spinédzserek (1995), a Rómeó + Júlia (1996), a Gyagyák a gatyában, avagy tudom, kit fűztél tavaly nyáron (2001) és A híres Ron Burgundy legendája (2004). 2005-től több alkalommal feltűnt Judd Apatow vígjátékaiban: 40 éves szűz (2005), Felkoppintva (2007), 40 és annyi (2012).
A vígjátékszerepek mellett a Hangya nevű szuperhős szerepében ismert a Marvel-moziuniverzum A Hangya (2015), Amerika Kapitány: Polgárháború (2016), A Hangya és a Darázs (2018), Bosszúállók: Végjáték (2019) és a A Hangya és a Darázs: Kvantumánia (2023) című filmekben.
A filmszerepeken túl televíziós sorozatokból is ismert Rudd a Sisters című drámasorozatban debütált 1992-ben. Szerepelt a Jóbarátok, a Tim and Eric Awesome Show, Great Job! és a Városfejlesztési osztály epizódjaiban, emellett a Saturday Night Live házigazdája is volt. 2019-től a Netflix Az élet önmagammal című vígjáték-sorozatában alakított kettős szerepet, egy Golden Globe-jelölést szerezve. 2015 júliusában saját csillagot kapott a Hollywoodi hírességek sétányán.

## Fiatalkora és családja
Passaic-ben született, angol származású zsidó családba. Szülei Michael Rudd (1943-2008) és Gloria Irene Granville voltak. Michael idegenvezető volt, illetve a Trans World Airlines korábbi alelnöke. Anyja a KCMO-TV tévécsatornánál dolgozott. Szülei londoni származásúak; apja Edgware-ből származik, míg anyja Surbiton-ból.
Mikor tíz éves volt, családja a kansasi Lenexába költözött. Apja foglalkozása miatt három évig a kaliforniai Anaheimban is éltek. A Broadmoor Junior High-ban tanult, és 1987-ben érettségizett a Shawnee Mission West High School tanulójaként. A Kansasi Egyetemen folytatta tanulmányait. Tanult az American Academy of Dramatic Arts-on is Matthew Lillarddal, illetve az oxfordi British American Drama Academyn is tanult három hónapig.

## Színészi pályafutása

### 1992–2012
1992-ben debütált a Sisters című amerikai családi drámasorozatban, Kirby Quimby Philby szerepében. 1994-ben hat epizód erejéig játszott a Wild Oats című szituációs komédiában. 1995-ben maga mögött hagyta a Sisters-t, hogy szerepelhessen a Spinédzserek című ifjúsági vígjátékban, Alicia Silverstone partnereként. Az 1990-es évek folyamán feltűnt még a Halloween 6. – Az átok beteljesül (1995) című horrorfilmben, a Rómeó + Júlia (1996) című romantikus drámában, A jövevény (1997) című drámában, az Óvszer módszer (1998) és a Vágyaim netovábbja című romantikus vígjátékokban, valamint a 200 szál cigi című 1999-es vígjátékban. Az Árvák hercege (1999) többi szereplőjével együtt őt is jelölték Screen Actors Guild-díjra annak Legjobb szereplőgárda (mozifilm) kategóriájában.
2000-ben FBI-ügynököt alakított a Csodazsaruk Hongkongban című hongkongi akciófilmben. 2002-ben beválogatták a Jóbarátok című sorozatba – ebben Mike Hanniganként, a Lisa Kudrow által megformált Phoebe Buffay szerelmeként és későbbi férjeként láthatták a tévénézők. 2006-tól a Reno 911! – Zsaruk bevetésen több epizódjában tűnt fel és a kapcsolódó, Zsaruk bevetésen – A film (2007) című filmben is visszatért. 2007-ben a Veronica Mars egyik epizódjában vendégszerepelt.
2004-ben kezdődött hosszan tartó együttműködése Judd Apatow filmrendező és producerrel. Rudd elsőként az Apatow által producerként jegyzett A híres Ron Burgundy legendájában kapott szerepet, Brian Fantanaként. Filmbéli színésztársai Steve Carell, David Koechner és Will Ferrell voltak. Egy évvel később Apatow első filmrendezésében, a 40 éves szűz című romantikus vígjátékban ismét Carell-lel közösen szerepelt. 2007-ben a rendező Felkoppintva című vígjátékában alakította Apatow feleségének, Leslie Mann-nek a filmbéli férjét. a 2007-es A lankadatlan – A Dewey Cox sztori című vígjátékban Rudd cameoszerepben John Lennonként tűnt fel, a 2008-as Lepattintva című, hasonló műfajú filmben drogfüggő szörfoktatót játszott – mindkét film producere Apatow volt. Még ebben az évben Seann William Scott színésztársa volt a Példátlan példaképek című vígjátékban, amelyet Rudd forgatókönyvíróként is jegyez. 2009-es munkái közé tartozik a Spancserek főszerepe és a Szörnyek az űrlények ellen szinkronszerepe. Ekkor indult a Party Down című sorozat is, melynek Rudd is az egyik megalkotója. 2010-ben ismét Steve Carell-lel szerepelt együtt a filmvásznon, ezúttal a Gyógyegér vacsorára című filmvígjátékban.

### 2012 után
2012-ben Rudd Jennifer Aniston partnere volt az Apatow és önmaga produceri vezényletével készült Hippi-túrában. Ugyanebben az évben ismét Leslie Mann férje volt a 40 és ennyi című vígjátékban, a Felkoppintva spin-offjában. Szintén 2012-ben vállalta el a tanár Mr. Anderson mellékszerepét az Egy különc srác feljegyzéseiben és öt epizódot a Városfejlesztési osztály című sorozatban. A 2013-as Ron Burgundy: A legenda folytatódik című filmben ismét Brian Fantanát alakította. 2013 végén erősítették meg, hogy Rudd alakítja majd a szuperhős Hangyát a Marvel-moziuniverzum filmjeiben, elsőként a 2015-ben bemutatott A Hangya című filmben. A szereplőt az Amerika Kapitány: Polgárháború (2016), A Hangya és a Darázs (2018) és a Bosszúállók: Végjáték (2019) című Marvel-filmekben is ő formálhatta meg. 2018-tól a Netflix Az élet önmagammal című vígjáték-drámasorozatának főszereplője, Aisling Bea partnereként, Rudd vezető producerként is közreműködik a sorozat elkészítésében.

## Magánélete
2003-ban házasodott össze Julie Yaegerrel. A New York-i Rhinebeck-ben élnek két gyermekükkel: Jack-kel (2006) és Darby-val (2010).

## Filmográfia

### Film

#### Író és producer
| Év   | Magyar cím           | Eredeti cím          | Feladatkör | Feladatkör |
| Év   | Magyar cím           | Eredeti cím          | Író        | Producer   |
| ---- | -------------------- | -------------------- | ---------- | ---------- |
| 2007 |                      | The Ten              | Nem        | Igen       |
| 2008 | Példátlan példaképek | Role Models          | Igen       | Nem        |
| 2012 | Hippi-túra           | Wanderlust           | Nem        | Igen       |
| 2015 | A Hangya             | Ant-Man              | Igen       | Nem        |
| 2017 | Anyák elszabadulva   | Fun Mom Dinner       | Nem        | Vezető     |
| 2018 | A Hangya és a Darázs | Ant-Man and the Wasp | Igen       | Nem        |
| 2021 |                      | My Beautiful Stutter | Nem        | Vezető     |

#### Színész
| Év   | Magyar cím                                                | Eredeti cím                                 | Szerep                    | Magyar hang           | Rendező                   |
| ---- | --------------------------------------------------------- | ------------------------------------------- | ------------------------- | --------------------- | ------------------------- |
| 1995 | Spinédzserek                                              | Clueless                                    | Josh                      | Lux Ádám              | Amy Heckerling (1.)       |
| 1995 | Halloween 6. – Az átok beteljesül                         | Halloween: The Curse of Michael Myers       | Tommy Doyle               | Zalán János           | Joe Chappelle             |
| 1996 | Rómeó + Júlia                                             | Romeo + Juliet                              | Páris                     | Bede-Fazekas Szabolcs | Baz Luhrmann              |
| 1996 | Kaliforniai álom                                          | The Size of Watermelons                     | Alex                      |                       | Kari Skogland             |
| 1997 | A jövevény                                                | The Locusts                                 | Earl                      |                       | John Patrick Kelley       |
| 1998 | Óvszer módszer                                            | Overnight Delivery                          | Wyatt Trips               | Kőszegi Ákos          | Jason Bloom               |
| 1998 | Vágyaim netovábbja                                        | The Object of My Affection                  | George Hanson             | Széles Tamás          | Nicholas Hytner           |
| 1999 | 200 szál cigi                                             | 200 Cigarettes                              | Kevin                     | Stohl András          | Risa Bramon Garcia        |
| 1999 | 200 szál cigi                                             | 200 Cigarettes                              | Kevin                     | Szabó Máté            | Risa Bramon Garcia        |
| 1999 | Árvák hercege                                             | The Cider House Rules                       | Wally Worthington         | Széles Tamás          | Lasse Hallström           |
| 2000 | Csodazsaruk Hongkongban                                   | Gen-Y Cops                                  | Ian Curtis                | Viczián Ottó          | Benny Chan                |
| 2001 | Gyagyák a gatyában, avagy tudom, kit fűztél tavaly nyáron | Wet Hot American Summer                     | Andy                      | Lengyel Tamás         | David Wain (1.)           |
| 2001 |                                                           | The Château                                 | Graham Granville          |                       | Jesse Peretz (1.)         |
| 2003 | Faragjunk férfit!                                         | The Shape of Things                         | Adam Sorenson             |                       | Neil LaBute               |
| 2003 |                                                           | Two Days                                    | Paul Miller               |                       | Sean McGinly              |
| 2003 |                                                           | House Hunting (rövidfilm)                   | Daniel                    |                       | Amy Lippman               |
| 2004 | A híres Ron Burgundy legendája                            | Anchorman: The Legend of Ron Burgundy       | Brian Fantana             | Széles Tamás          | Adam McKay (1.)           |
| 2004 | P.S. I Love You                                           | P.S.                                        | Sammy Silverstein         | Zámbori Soma          | Dylan Kidd                |
| 2004 |                                                           | Wake Up, Ron Burgundy: The Lost Movie       | Brian Fantana             |                       | Adam McKay (2.)           |
| 2005 | Lepattanó – Rabiga előtt                                  | The Baxter                                  | Dan Abbott                | Láng Balázs           | Michael Showalter         |
| 2005 | 40 éves szűz                                              | The 40-Year-Old Virgin                      | David                     | Széles Tamás          | Judd Apatow (1.)          |
| 2005 |                                                           | Tennis, Anyone...?                          | Lance Rockwood            |                       | Donal Logue               |
| 2006 | Óh, óh Ohio                                               | The Oh in Ohio                              | Jack Chase                | Sótonyi Gábor         | Billy Kent                |
| 2006 | Változó vizeken                                           | Diggers                                     | Hunt                      | Anger Zsolt           | Katherine Dieckmann       |
| 2006 | Csapd le Chipet!                                          | Fast Track                                  | Leon                      |                       | Jesse Peretz (2.)         |
| 2006 | Éjszaka a múzeumban                                       | Night at the Museum                         | Don                       | Bodrogi Attila        | Shawn Levy                |
| 2007 | Zsaruk bevetésen – A film                                 | Reno 911: Miami                             | Ethan, a drogbáró         | Seder Gábor           | Robert Ben Garant         |
| 2007 | Anyád lehetnék                                            | I Could Never Be Your Woman                 | Adam Pearl                | Széles Tamás          | Amy Heckerling (2.)       |
| 2007 | Felkoppintva                                              | Knocked Up                                  | Pete                      | Széles Tamás          | Judd Apatow (2.)          |
| 2007 |                                                           | The Ten                                     | Jeff Reigert              |                       | David Wain (2.)           |
| 2007 | A lankadatlan – A Dewey Cox sztori                        | Walk Hard: The Dewey Cox Story              | John Lennon (cameo)       | Dolmány Attila        | Jake Kasdan               |
| 2008 | Csak a testeden át                                        | Over Her Dead Body                          | Dr. Henry Mills           | Széles Tamás          | Jeff Lowell               |
| 2008 | Lepattintva                                               | Forgetting Sarah Marshall                   | Chuck                     | Lux Ádám              | Nicholas Stoller          |
| 2008 | Példátlan példaképek                                      | Role Models                                 | Danny Donahue             | Széles Tamás          | David Wain (3.)           |
| 2009 | Spancserek                                                | I Love You, Man                             | Peter Klaven              | Széles Tamás          | John Hamburg              |
| 2009 |                                                           | Sesame Street: Being Green                  | Mr. Earth                 |                       | Emily Squires             |
| 2009 | Szörnyek az űrlények ellen                                | Monsters vs. Aliens                         | Derek Dietl (hangja)      | Miller Zoltán         | Conrad Vernon (1.)        |
| 2009 | Szörnyek az űrlények ellen                                | Monsters vs. Aliens                         | Derek Dietl (hangja)      | Miller Zoltán         | Rob Letterman             |
| 2009 | A kezdet kezdete                                          | Year One                                    | Ábel                      |                       | Harold Ramis              |
| 2010 | Gyógyegér vacsorára                                       | Dinner for Schmucks                         | Tim Conrad                | Zámbori Soma          | Jay Roach                 |
| 2010 | Honnan tudod?                                             | How Do You Know                             | George Madison            | Széles Tamás          | James L. Brooks           |
| 2011 | A lökött tesó                                             | Our Idiot Brother                           | Ned                       | Szabó Máté            | Jesse Peretz (3.)         |
| 2012 | Hippi-túra                                                | Wanderlust                                  | George Gergenblatt        | Görög László          | David Wain (4.)           |
| 2012 | Egy különc srác feljegyzései                              | The Perks of Being a Wallflower             | Mr. Anderson              | Széles Tamás          | Stephen Chbosky           |
| 2012 | 40 és annyi                                               | This Is 40                                  | Pete                      | Széles Tamás          | Judd Apatow (3.)          |
| 2013 | Vizsga két személyre                                      | Admission                                   | John Pressman             | Széles Tamás          | Paul Weitz                |
| 2013 | Prince Avalanche – Texas hercege                          | Prince Avalanche                            | Alvin                     | Széles Tamás          | David Gordon Green        |
| 2013 | Itt a vége                                                | This Is the End                             | önmaga (cameo)            | Széles Tamás          | Seth Rogen                |
| 2013 | Itt a vége                                                | This Is the End                             | önmaga (cameo)            | Széles Tamás          | Evan Goldberg             |
| 2013 | Hamarosan karácsony                                       | All Is Bright                               | Rene                      | Széles Tamás          | Phil Morrison             |
| 2013 | Ron Burgundy: A legenda folytatódik                       | Anchorman 2: The Legend Continues           | Brian Fantana             | Stohl András          | Adam McKay (3.)           |
| 2014 | Végül összejöttünk                                        | They Came Together                          | Joel                      | Széles Tamás          | David Wain (5.)           |
| 2014 | Végül összejöttünk                                        | They Came Together                          | Joel                      | Varga Gábor           | David Wain (5.)           |
| 2015 | A kis herceg                                              | Le Petit Prince                             | Herceg úr (hangja)        | Fehér Tibor           | Mark Osborne              |
| 2015 | A Hangya                                                  | Ant-Man                                     | Scott Lang / Hangya       | Széles Tamás          | Peyton Reed (1.)          |
| 2016 | Amerika Kapitány: Polgárháború                            | Captain America: Civil War                  | Scott Lang / Hangya       | Széles Tamás          | Joe és Anthony Russo (1.) |
| 2016 | Hogyan gondozd felebarátodat                              | The Fundamentals of Caring                  | Ben Benjamin              |                       | Rob Burnett               |
| 2016 | Virsliparti                                               | Sausage Party                               | Darren (hangja)           | Hamvas Dániel         | Conrad Vernon (2.)        |
| 2016 | Virsliparti                                               | Sausage Party                               | Darren (hangja)           | Hamvas Dániel         | Greg Tiernan              |
| 2016 |                                                           | Nerdland                                    | John (hangja)             |                       | Chris Prynoski            |
| 2017 | Anyák elszabadulva                                        | Fun Mom Dinner                              | Brady (cameo)             | Széles Tamás          | Alethea Jones             |
| 2018 |                                                           | The Catcher Was a Spy                       | Moe Berg                  |                       | Ben Lewin                 |
| 2018 | Ideális otthon                                            | Ideal Home                                  | Paul                      |                       | Andrew Fleming            |
| 2018 |                                                           | Mute                                        | Cactus Bill               |                       | Duncan Jones              |
| 2018 | A Hangya és a Darázs                                      | Ant-Man and the Wasp                        | Scott Lang / Hangya       | Széles Tamás          | Peyton Reed (2.)          |
| 2019 | Bosszúállók: Végjáték                                     | Avengers: Endgame                           | Scott Lang / Hangya       | Széles Tamás          | Joe és Anthony Russo (2.) |
| 2019 | Két páfrány között – A film                               | Between Two Ferns: The Movie                | Paul Rudd                 |                       | Scott Aukerman            |
| 2021 | Szellemirtók – Az örökség                                 | Ghostbusters: Afterlife                     | Gary Grooberson           | Széles Tamás          | Jason Reitman             |
| 2022 | Chip és Dale: A Csipet Csapat                             | Chip 'n Dale: Rescue Rangers                | önmaga                    | Széles Tamás          | Akiva Schaffer            |
| 2022 | Bob burgerfalodája – A film                               | The Bob's Burgers Movie                     | Jericho (hangja)          | Kenéz Ágoston         | Loren Bouchard            |
| 2022 | Bob burgerfalodája – A film                               | The Bob's Burgers Movie                     | Jericho (hangja)          | Kenéz Ágoston         | Bernard Derriman          |
| 2023 | A Hangya és a Darázs: Kvantumánia                         | Ant-Man and the Wasp: Quantumania           | Scott Lang / Hangya       | Széles Tamás          | Peyton Reed (3.)          |
| 2023 | Tini Nindzsa Teknőcök: Mutáns káosz                       | Teenage Mutant Ninja Turtles: Mutant Mayhem | Mondo Gekkó (hangja)      | Széles Tamás          | Jeff Rowe                 |
| 2024 | Szellemirtók – A borzongás birodalma                      | Ghostbusters: Frozen Empire                 | Gary Grooberson           | Széles Tamás          | Gil Kenan                 |
| 2024 |                                                           | Friendship                                  | Austin Carmichael         |                       | Andrew DeYoung            |
| 2025 |                                                           | Death of a Unicorn                          | Elliot Kintner            |                       | Alex Scharfman            |
| 2025 |                                                           | Anaconda                                    | Ronald Griffen "Griff" Jr |                       | Tom Gormican              |
| 2026 |                                                           | Avengers: Doomsday                          | Scott Lang / Hangya       |                       | Joe és Anthony Russo (3.) |

### Televízió
| Év        | Magyar cím                              | Eredeti cím                                | Szerep                       | Megjegyzések                                      |
| --------- | --------------------------------------- | ------------------------------------------ | ---------------------------- | ------------------------------------------------- |
| 1992–1995 |                                         | Sisters                                    | Kirby Philby                 | 20 epizód                                         |
| 1993      | Mint az árnyék                          | Moment of Truth: Stalking Back             | Scott                        | tévéfilm                                          |
| 1993      | A következő tűz                         | The Fire Next Time                         | David                        | minisorozat (1 epizód)                            |
| 1994      | Csajok az országúton                    | Runaway Daughters                          | Jimmy                        | tévéfilm                                          |
| 1994      |                                         | Wild Oats                                  | Brian Grant                  | 6 epizód                                          |
| 1996      | Spinédzserek                            | Clueless                                   | Sonny                        | 1 epizód                                          |
| 2000      |                                         | Deadline                                   | Zander Price                 | 1 epizód                                          |
| 2000      | Öregdiák nem véndiák                    | Strangers with Candy                       | Brent Brooks                 | 1 epizód                                          |
| 2000      |                                         | The Great Gatsby                           | Nick Carraway                | tévéfilm                                          |
| 2002–2004 | Jóbarátok                               | Friends                                    | Mike Hannigan                | - 18 epizód - magyar hangja: - Dolmány Attila     |
| 2005      |                                         | Stella                                     | Greg                         | 1 epizód                                          |
| 2005      |                                         | Cheap Seats                                | Dave Penders                 | 1 epizód                                          |
| 2005      | Robotcsirke                             | Robot Chicken                              | több szereplő hangja         | 1 epizód                                          |
| 2006–2007 | Reno 911! – Zsaruk bevetésen            | Reno 911!                                  | Guy Gerricault               | 5 epizód                                          |
| 2007      |                                         | The Naked Trucker and T-Bones Show         | ellenséges utas              | 1 epizód                                          |
| 2007      | Veronica Mars                           | Veronica Mars                              | Desmond Fellows              | 1 epizód                                          |
| 2007      |                                         | Hard Knocks                                | önmaga / narrátor            | 1 epizód                                          |
| 2008      |                                         | Little Britain USA                         | francia elnök                | 1 epizód                                          |
| 2008      |                                         | Wainy Days                                 | Alias                        | 1 epizód                                          |
| 2008–2022 | Saturday Night Live                     | Saturday Night Live                        | önmaga / házigazda           | 12 epizód                                         |
| 2009      |                                         | Delocated                                  | önmaga                       | 1 epizód                                          |
| 2009–2010 | Partiszerviz színész módra              | Party Down                                 | —                            | - társalkotó - forgatókönyvíró és vezető producer |
| 2012      |                                         | Tim and Eric Awesome Show, Great Job!      | önmaga / több szerep         | 1 epizód                                          |
| 2011–2014 | A Simpson család                        | The Simpsons                               | Dr. Zander / önmaga (hangja) | 2 epizód                                          |
| 2012–2015 | Városfejlesztési osztály                | Parks and Recreation                       | Bobby Newport                | 5 epizód                                          |
| 2012      |                                         | Comedy Bang! Bang!                         | önmaga                       | 1 epizód                                          |
| 2012      |                                         | Louie                                      | önmaga                       | 1 epizód                                          |
| 2013      | Égető szerelem                          | Burning Love                               | Nate                         | 3 epizód                                          |
| 2015      |                                         | The Jack and Triumph Show                  | önmaga                       | 1 epizód                                          |
| 2015      |                                         | Moone Boy                                  | George Gershwin              | 1 epizód                                          |
| 2015      |                                         | Wet Hot American Summer: First Day of Camp | Andy                         | 8 epizód                                          |
| 2015      |                                         | Neon Joe, Werewolf Hunter                  | önmaga                       | 1 epizód                                          |
| 2016      | Bob burgerfalodája                      | Bob's Burgers                              | Jericho (hangja)             | 1 epizód                                          |
| 2016      |                                         | Travel Man                                 | önmaga                       | 1 epizód                                          |
| 2017      |                                         | Nightcap                                   | önmaga                       | 1 epizód                                          |
| 2017      |                                         | Wet Hot American Summer: Ten Years Later   | Andy                         | 6 epizód                                          |
| 2018      | iZombie                                 | iZombie                                    | önmaga (cameo hangja)        | 1 epizód                                          |
| 2019      | Az élet önmagammal                      | Living with Yourself                       | Miles Elliot                 | főszereplő és vezető producer                     |
| 2020      | John Oliver-show az elmúlt hét híreiről | Last Week Tonight with John Oliver         | önmaga                       | 1 epizód                                          |
| 2020      |                                         | Home Movie: The Princess Bride             | Westley                      | 1 epizód                                          |
| 2020      |                                         | At Home with Amy Sedaris                   | Melisso Junkins              | 1 epizód                                          |
| 2020–2021 | Apró világ                              | Tiny World                                 | önmaga                       | 6 epizód                                          |
| 2021–2023 | Mi lenne, ha…?                          | What If...?                                | Scott Lang / Hangya (hangja) | - 2 epizód - magyar hangja: - Széles Tamás        |
| 2021      | Az agyturkász a szomszédból             | The Shrink Next Door                       | Dr. Isaac Herschkopf         | 8 epizód                                          |
| 2022–2024 | Gyilkos a házban                        | Only Murders in the Building               | Ben Glenroy                  | - 1 epizód - magyar hangja: - Széles Tamás        |
| 2023      | Impractical Jokers – Totál szívatás     | Impractical Jokers                         | önmaga                       | 1 epizód                                          |
| 2023      | Marvel Studios: Betekintés              | Marvel Studios: Assembled                  | önmaga                       | 1 epizód                                          |
| 2024      | A polipok titkai                        | Secrets of the Octopus                     | önmaga / narrátor            | dokumentumsorozat (3 epizód)                      |
| 2024      |                                         | Ant & Dec's Saturday Night Takeaway        | önmaga                       | 1 epizód                                          |

## Fordítás
- Ez a szócikk részben vagy egészben  a   Paul Rudd című angol Wikipédia-szócikk fordításán alapul.  Az eredeti cikk szerkesztőit annak laptörténete sorolja fel. Ez a jelzés csupán a megfogalmazás eredetét és a szerzői jogokat jelzi, nem szolgál a cikkben szereplő információk forrásmegjelöléseként.
- Ez a szócikk részben vagy egészben  a   Paul Rudd filmography című angol Wikipédia-szócikk fordításán alapul.  Az eredeti cikk szerkesztőit annak laptörténete sorolja fel. Ez a jelzés csupán a megfogalmazás eredetét és a szerzői jogokat jelzi, nem szolgál a cikkben szereplő információk forrásmegjelöléseként.